# Jan van der Heyden
Jan van der Heyden (Gorinchem 5 mars 1637 – Amsterdam 28 mars 1712) est un peintre baroque néerlandais. Il est aussi dessinateur, graveur, mennonite ainsi qu'un inventeur qui a grandement contribué, en son temps, à lutter contre les incendies.

## Biographie

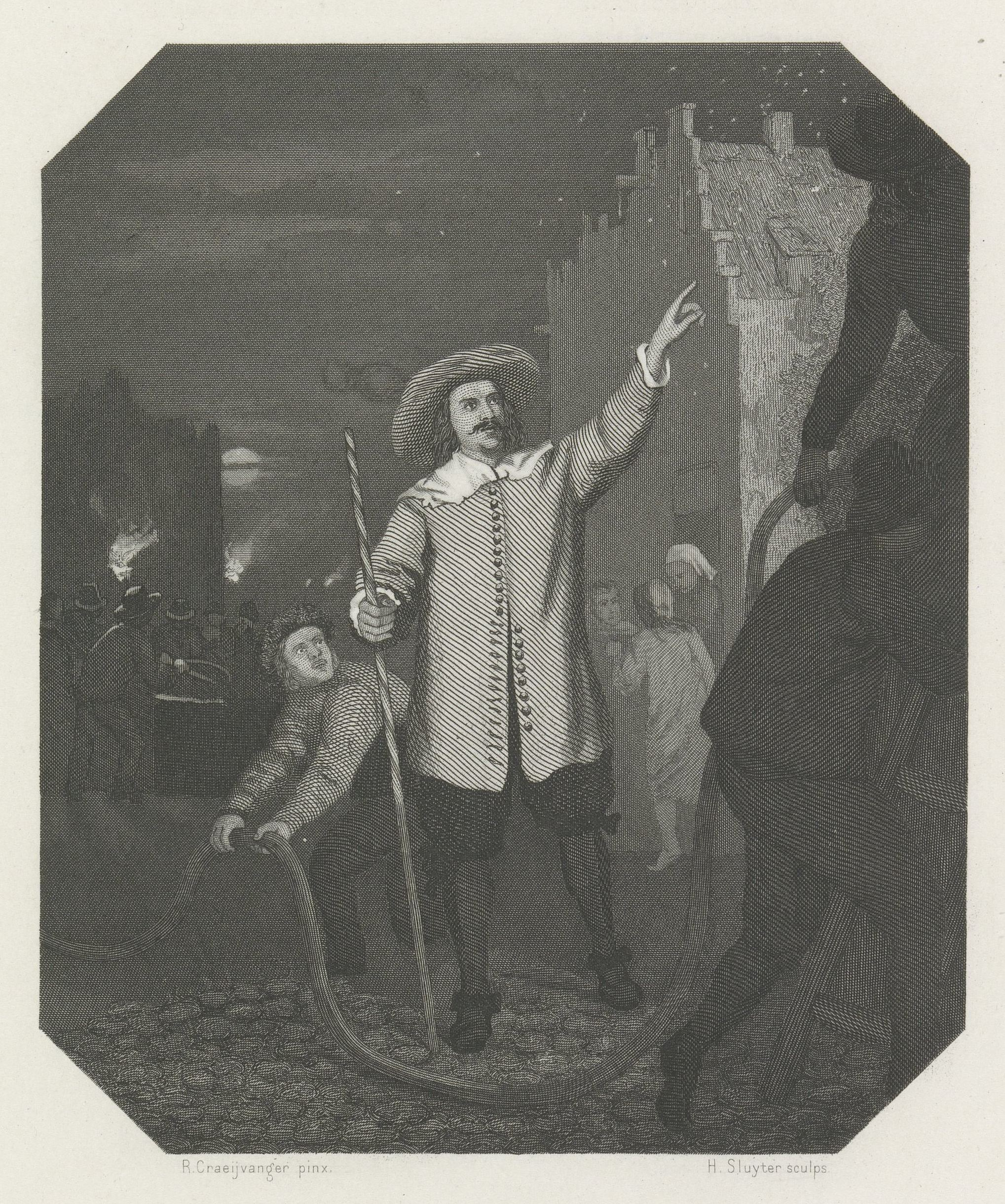
Jan van der Heyden en train d'éteindre un feu, vers 1673.

### Comme inventeur
Pompier de profession, Jan van der Heyden, perfectionna le tuyau à incendie en 1672 avec l’aide de son frère Nicolas, un ingénieur en hydraulique. Il modifie la conception des véhicules chargés de lutter contre le feu, réorganise en 1685 les brigades des volontaires du feu et écrit et illustre le premier manuel de lutte contre les incendies (Brandspuiten-boek). Un projet très élaboré d’éclairage des rues d’Amsterdam (de 1669 jusqu’en 1840) est conçu et mis en place par Van der Heyden. Ce sera un modèle pour de nombreuses autres villes.

### Comme peintre
Il est spécialiste d'un genre nouveau, le paysage urbain, et mit son talent de dessinateur industriel au service des vues architecturales, réelles ou imaginaires qu'il peignit. Il prenait en compte, les moindres détails. Il dépeint une cité calme, prospère, propre, délaissant volontairement tout ce qui pourrait nuire à cette harmonie. Son souci du détail va jusqu'à une forme d'hyperréalisme . Nulle sécheresse pourtant dans cette extrême précision, grâce au jeu subtil de la lumière.

## Œuvres

### Peintures

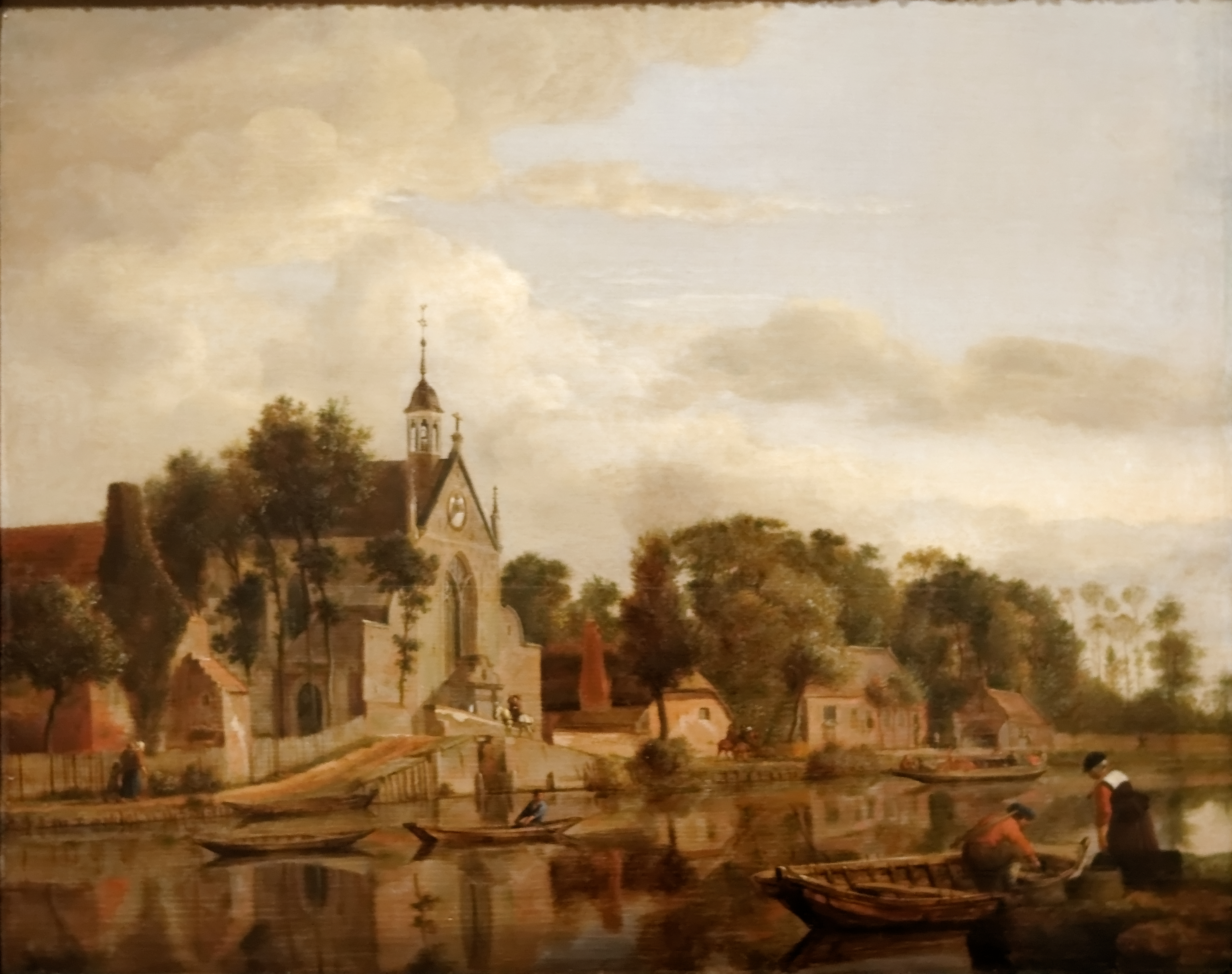
Paysage hollandais, fin XVII. Musée Calouste-Gulbenkian

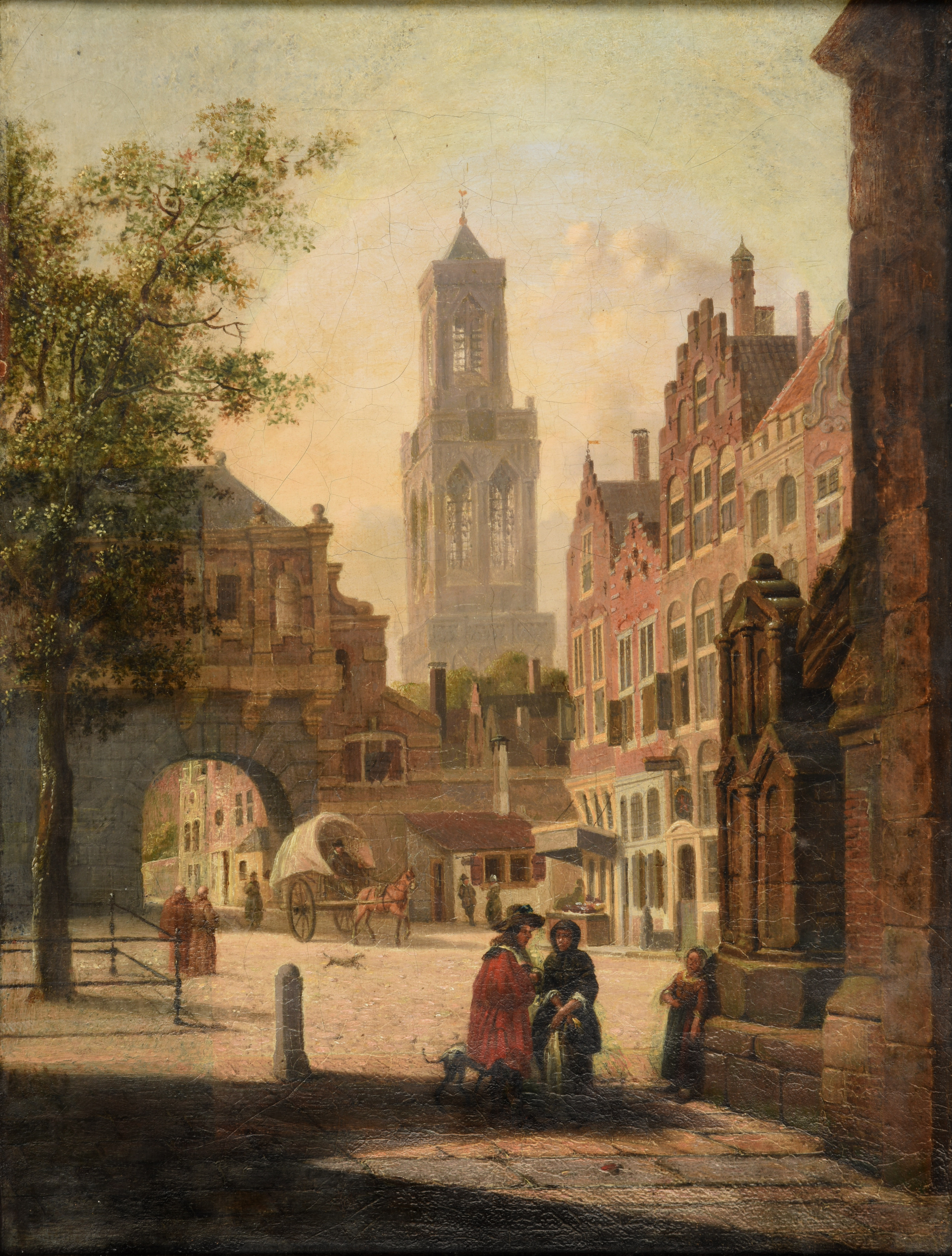
Place animée, Reims, musée des Beaux-Arts

- Vue de la Westerkerk, Amsterdam, (1660), huile sur chêne, 91 × 114 cm, National Gallery, Londres[4]
- L'Église des Jésuites de St André de Düsseldorf[2], (1666), huile sur bois, 51 × 57 cm, Collection privée, Vente Sotheby's 1997[5]
- Le Dam à Amsterdam, (1667), huile sur toile, Musée des Offices, Florence
- Le Nouvel Hôtel de Ville d'Amsterdam, (1668), huile sur toile, Musée du Louvre, Paris[6]
- Dam square à Amsterdam (vers 1668), huile sur panneau, 68 × 55 cm, Amsterdams Historisch Museum[7]
- Le Herengracht à Amsterdam, (1668-1674), huile sur toile, 36 x 44 cm, Musée du Louvre, Paris[8]
- Vue d'une ville au bord de l'eau, (1670), Collection privée[9]
- Vue de l'Oudezijds Voorburgwal avec l'Oude Kerk à Amsterdam, (v.1670), huile sur bois, 41,2 x 52,5 cm, Mauritshuis, La Haye[10]
- La Martelaargracht d'Amsterdam, (v.1670), huile sur toile, 44 x 57,5 cm, Rijksmuseum, Amsterdam.
- Westerkerk, (v.1680), The Wallace Collection, Londres
- Nature morte, (1712), Magyar Nemzeti Múzeum, Budapest.
- Vue de l'église de Veere, huile sur toile, 31,5 x 36 cm, Mauritshuis, La Haye.
- Vue sur un pont, huile sur bois, 24 x 31 cm, Musée royal des beaux-arts, Anvers.
- Place animée[11], huile sur toile, 32 x 24,2 cm, musée des Beaux-Arts, Reims

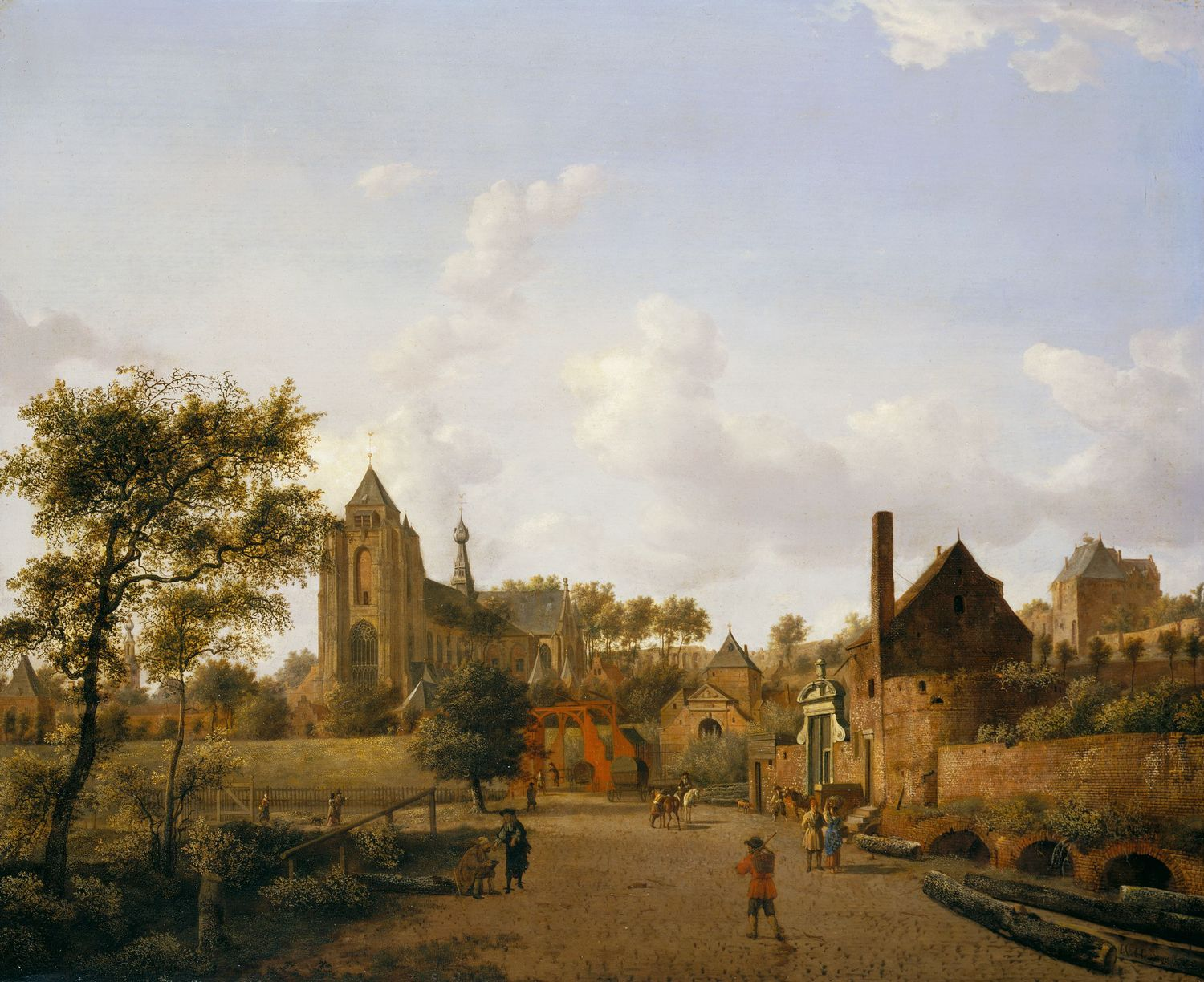
Vue de Veere avec De Groote Kerk (1650-1700), Royal Collection
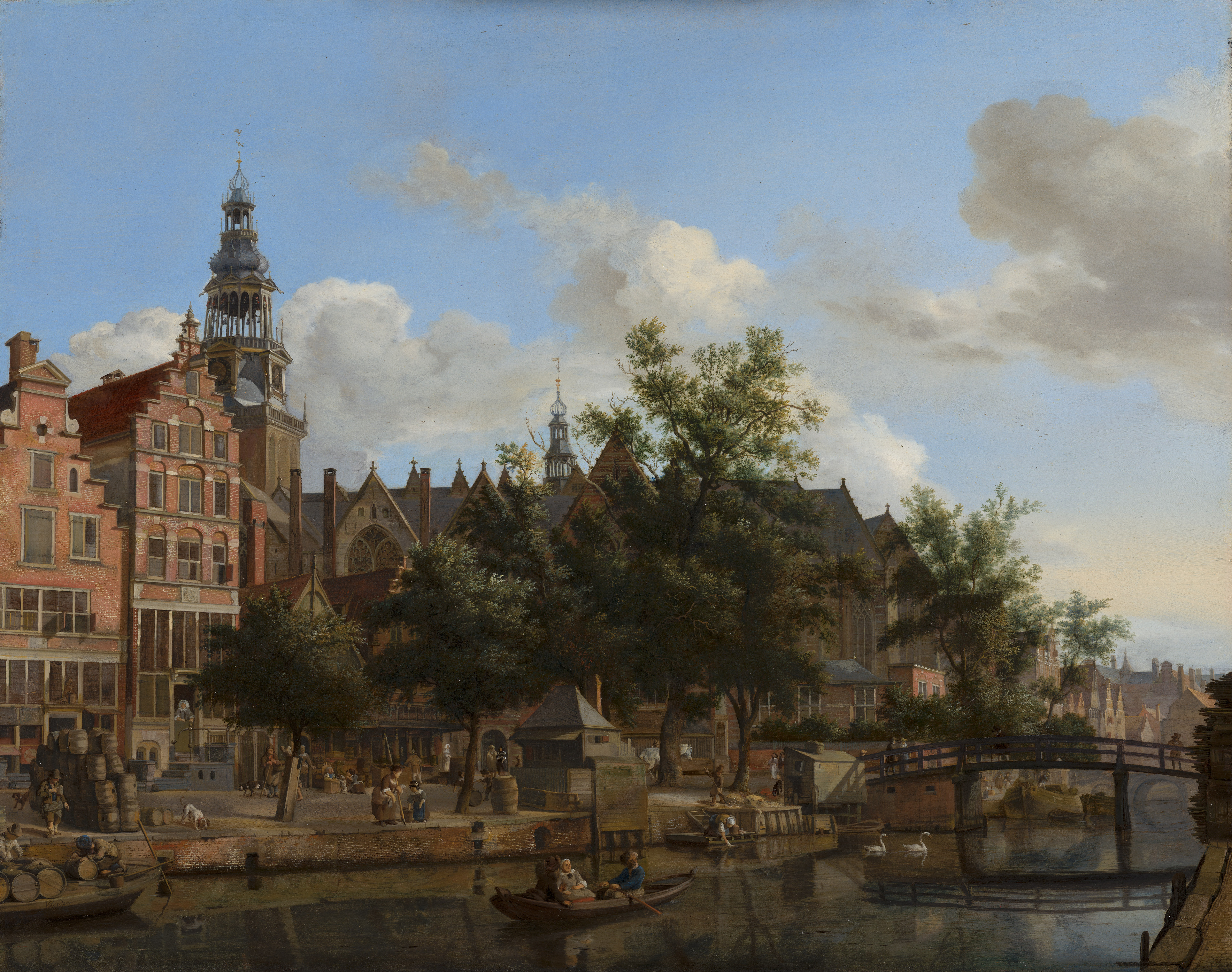
Oudezijds Voorburgwal, Amsterdam (v.1670), Mauritshuis
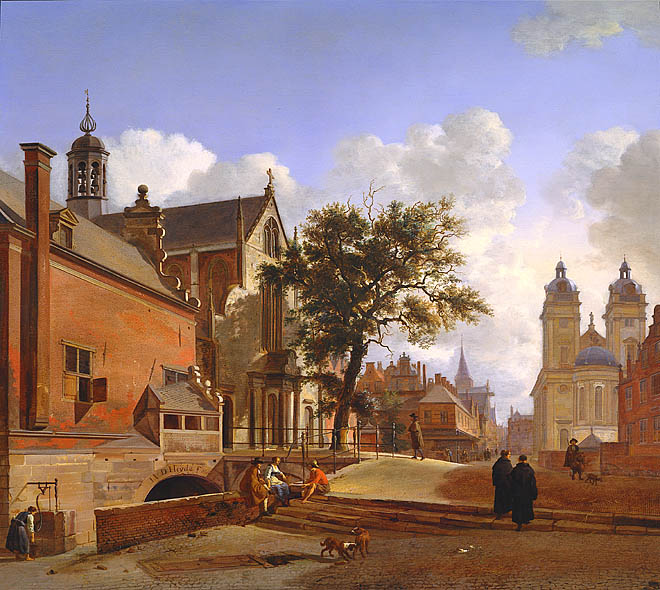
Eglise des jésuites, Düsseldorf (1666) Collection privée
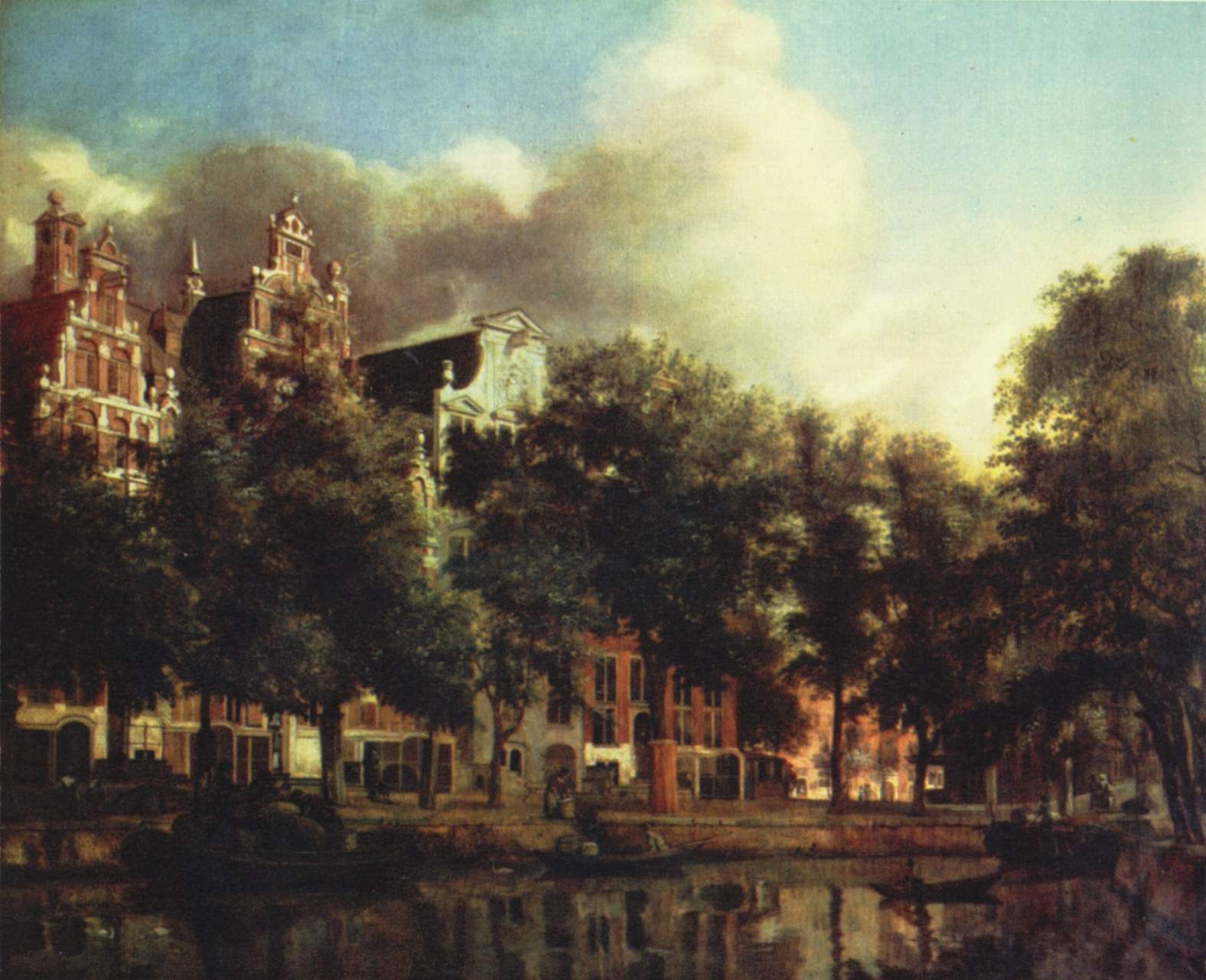
Herengracht, Amsterdam (1668-1674), Musée du Louvre
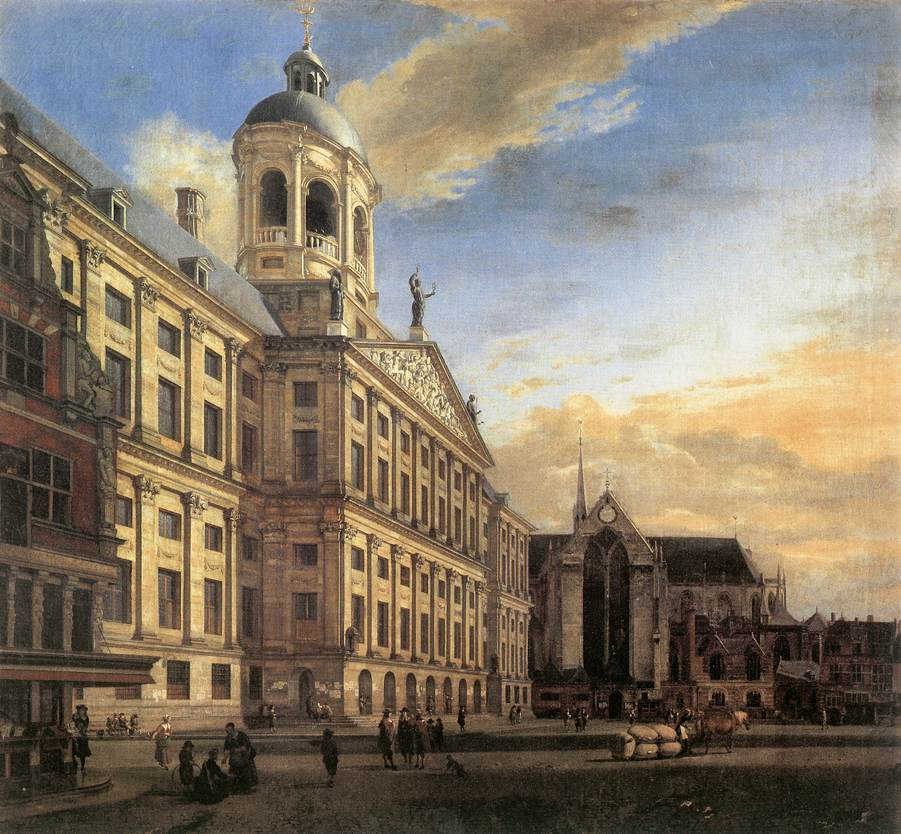
Le Dam à Amsterdam (1667), Musée des Offices

### Gravures et dessins

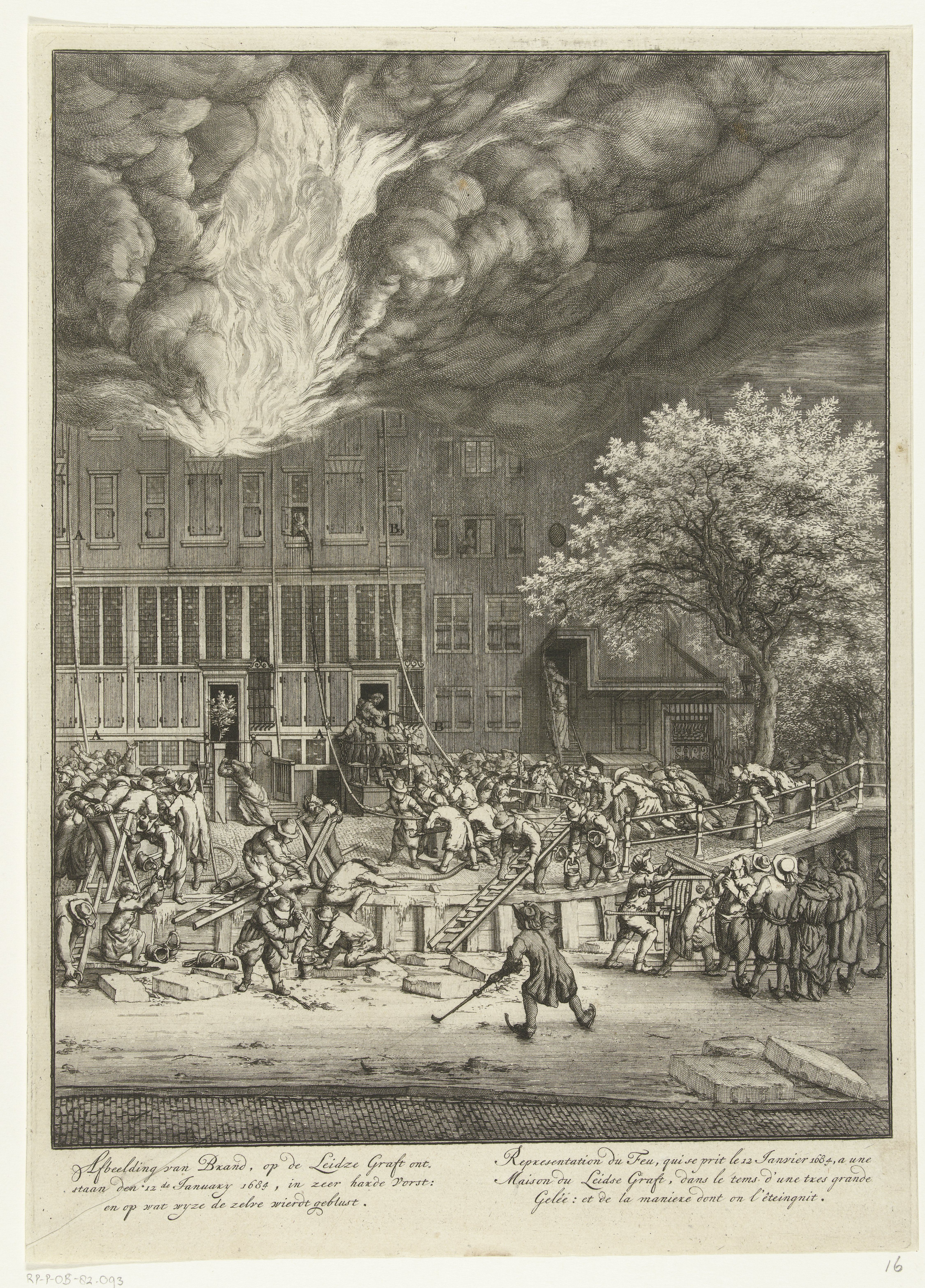
Representation de feu, qui se prit le 12 janvier 1684, a une maison du Leidse Graft, dans le tems d'une tres grande gelée: et de la maniere dont on l'êteignit, eau-forte (ap. 1690, Rijksmuseum Amsterdam).
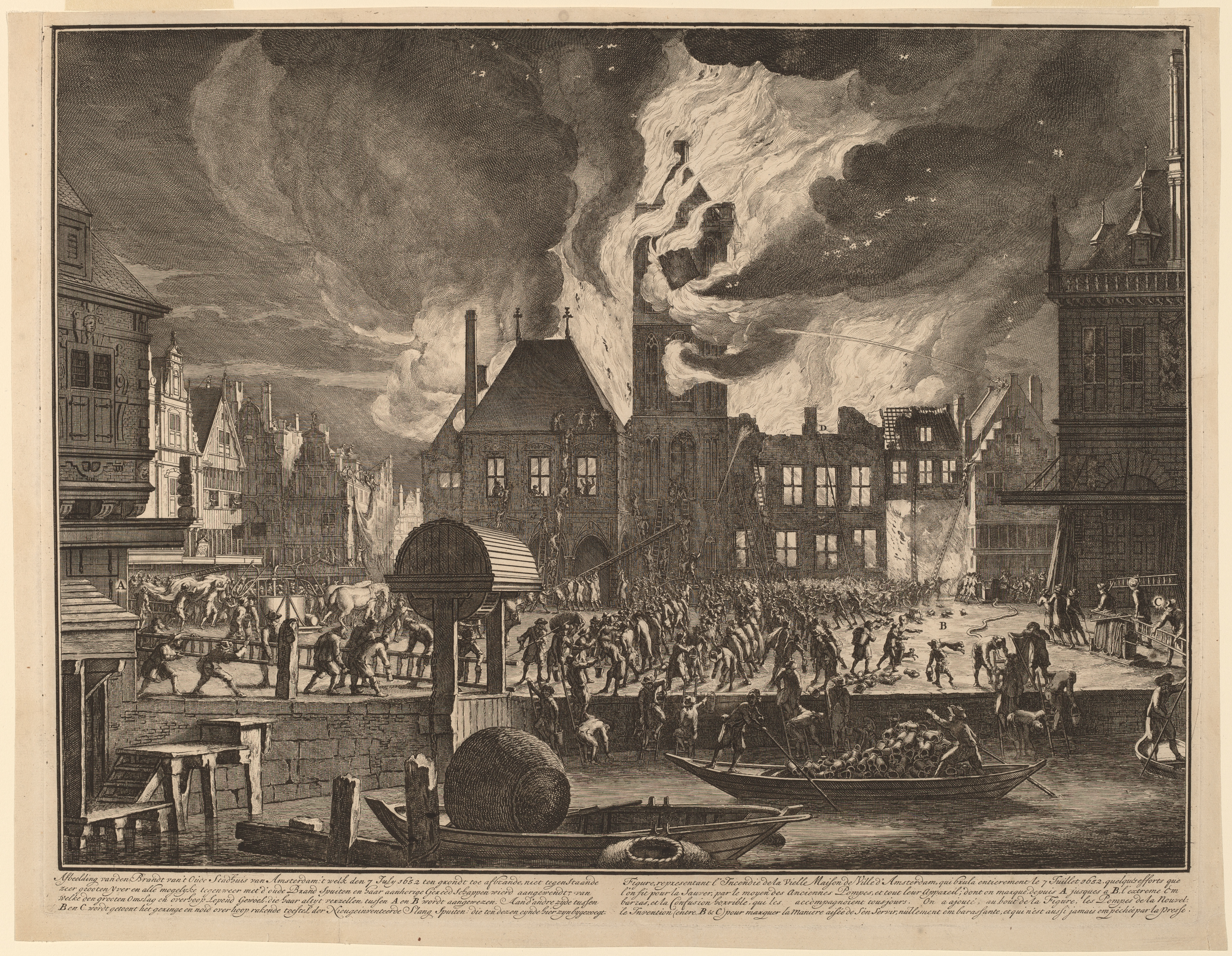
Incendie de l'ancien hôtel de ville d'Amsterdam, gravure sur acier (c. 1690, National Gallery of Art).
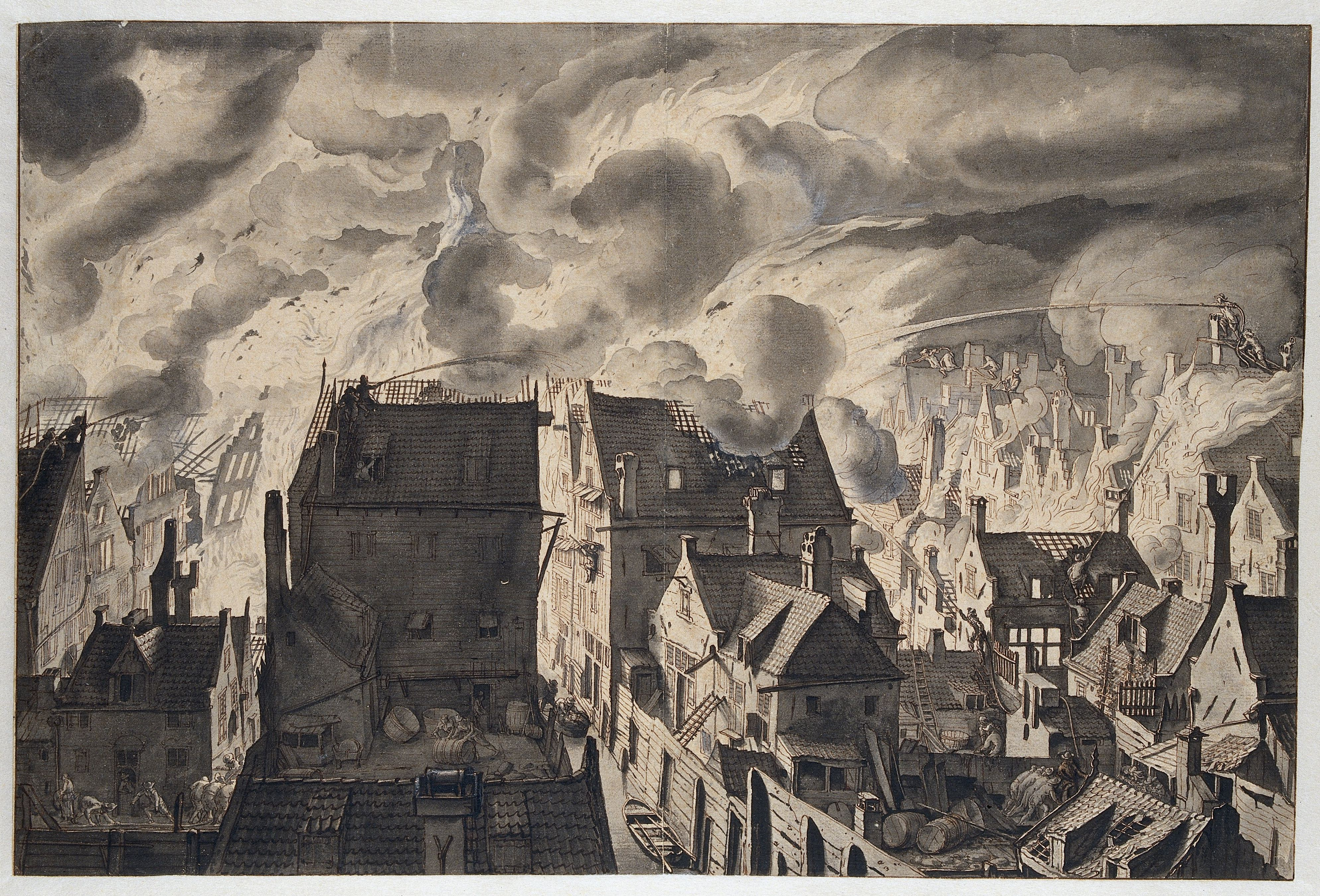
Incendie sur Elandsgracht, dessin (c. 1679 - 1690, Rijksmuseum Amsterdam).
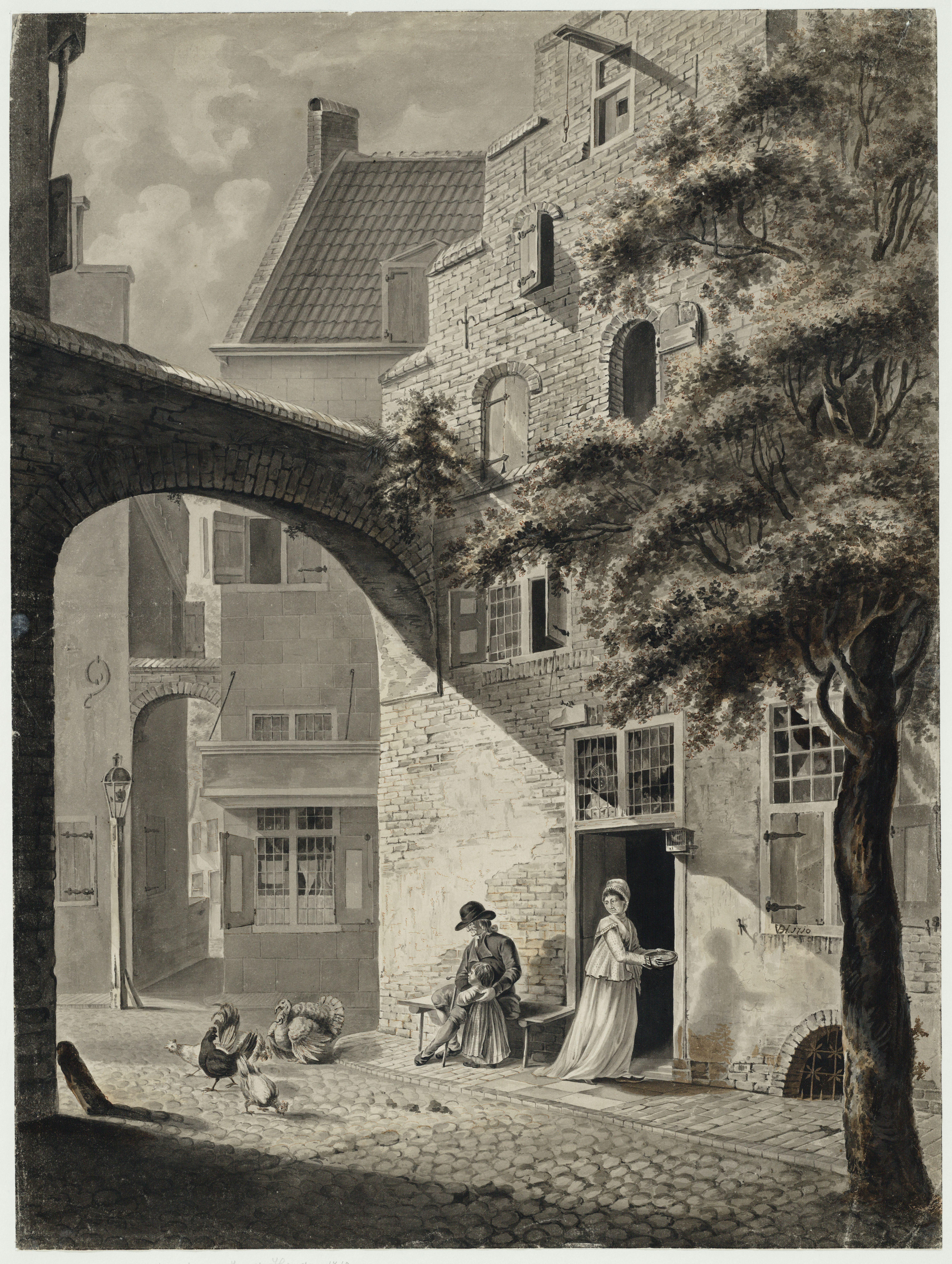
Vestiaire vu vers Keizersstraat, dessin (1710, Archives de la ville d'Amsterdam).